# Hans Hingst
Hans Christian Hingst, né en 1895 à Schmalstede et mort en 1955, est un criminel nazi et un officier de la SS.

## Biographie
Hans Hingst est né en 1895 à Schmalstede. Il devient avocat et notaire. 
De 1914 à 1918 il combat durant la Première Guerre mondiale. 
En 1930, il devient membre du NSDAP. En 1936 il sert[pas clair] à Neumünster et en 1939 à Łódź. 
Il devient premier sergent Obersturmbannführer au camp d'extermination de Treblinka au nord-est de Varsovie pendant la Shoah en Pologne. Il sert à Treblinka dès la première période des opérations de massacre perpétrées par le SS-Obersturmführer Irmfried Eberl. Il participe à l'assassinat de 245 000 Juifs de la capitale polonaise, gazé entre le 23 juillet et le 28 août, suivi par 51 000 Juifs du district de Radom et 16 500 du district de Lublin, totalisant 312 500 morts.